# Schockenmühle
Schockenmühle (fränkisch: Schoknmil) ist ein Gemeindeteil der kreisfreien Stadt Ansbach (Mittelfranken, Bayern). Schockenmühle liegt in der Gemarkung Eyb.

## Geografie
Die Einöde liegt am Eichenbach, einem linken Zufluss der Fränkischen Rezat. Ein Anliegerweg führt nach Eyb (0,2 km westlich).

## Geschichte
Der Ort wurde 1410 als „Hupffenmül“ erstmals urkundlich erwähnt und seit 1732 als „Schocken Mühl“. Benannt wurde die Mühle nach dem Familiennamen des Gründers Hupf bzw. Hüpf. Spätestens 1732 wurde sie nach dem Familiennamen des damaligen Besitzers Schock umbenannt. Die heutige Mühle wurde 1752 erbaut, möglicherweise als Ersatz für eine Mühle, die ca. 100 Meter bachabwärts gestanden haben muss. Sie diente bis 1970 als Getreide- und Sägemühle.
Gegen Ende des 18. Jahrhunderts gehörte die Schockenmühle zur Realgemeinde Untereichenbach. Die Mühle hatte das brandenburg-ansbachische Stiftsamt Ansbach als Grundherrn. Unter der preußischen Verwaltung (1792–1806) des Fürstentums Ansbach erhielt die Schockenmühle die Hausnummer 1 des Ortes Untereichenbach. Von 1797 bis 1808 unterstand der Ort dem Justiz- und Kammeramt Ansbach.
Im Rahmen des Gemeindeedikts wurde Schockenmühle dem 1808 gebildeten Steuerdistrikt Eyb und der 1811 gegründeten Ruralgemeinde Eyb zugeordnet. Diese wurde am 1. Oktober 1970 in die Stadt Ansbach eingegliedert.

### Baudenkmal
- Wassermühle, Untereichenbach Haus Nr. 1: zweigeschossiger Bau mit Zwerchgiebel, Portal bezeichnet „1752“, Anbau bezeichnet „1776“. Scheune von 1848 mit Schleppgauben.[13]

### Einwohnerentwicklung
| Jahr      | 001818 | 001840 | 001861 | 001871 | 001885 | 001900 | 001925 | 001950 | 001961 | 001970 | 001987 |
| Einwohner | 6      | 14     | *      | 9      | 11     | 8      | 8      | 7      | 4      | 4      | 7      |
| Häuser    | 1      | 1      |        |        | 1      | 1      | 1      | 1      | 1      |        | 1      |
| Quelle    | [ 15 ] | [ 16 ] | [ 17 ] | [ 18 ] | [ 19 ] | [ 20 ] | [ 21 ] | [ 22 ] | [ 23 ] | [ 24 ] | [ 1 ]  |

## Religion
Der Ort ist seit der Reformation evangelisch-lutherisch geprägt und war ursprünglich nach St. Alban (Sachsen bei Ansbach) gepfarrt, seit der ersten Hälfte des 19. Jahrhunderts ist die Pfarrei St. Lambertus (Eyb) zuständig. Die Einwohner römisch-katholischer Konfession sind nach St. Ludwig (Ansbach) gepfarrt.